# Rye (East Sussex)
Rye – miasto w Anglii, w hrabstwie East Sussex, w dystrykcie Rother. Leży nad rzeką Rother, 86 km na południowy wschód od Londynu. W 2007 miasto liczyło 4108 mieszkańców.